# فرودگاه آیداهو، آتلانتا
فرودگاه آیداهو، آتلانتا (به انگلیسی: Atlanta Airport (Idaho)) یک فرودگاه همگانی بهره‌برداری هوایی است که یک باند فرود چمن و خاک دارد و طول باند آن ۷۵۰ متر است. این فرودگاه در کشور ایالات متحده آمریکا قرار دارد و در ارتفاع ۱۶۷۶ متری از سطح دریا واقع شده‌است.